# غانيانو
غانيانو (بالإيطالية: Guagnano)‏ هي بلدة وبلدية في مقاطعة ليتشي في إقليم بوليا في جنوب إيطاليا.

## المناخ
يظهر الجدول التالي التغييرات المناخية على مدار السنة لغانيانو:
| البيانات المناخية لـغانيانو  | البيانات المناخية لـغانيانو | البيانات المناخية لـغانيانو | البيانات المناخية لـغانيانو | البيانات المناخية لـغانيانو | البيانات المناخية لـغانيانو | البيانات المناخية لـغانيانو | البيانات المناخية لـغانيانو | البيانات المناخية لـغانيانو | البيانات المناخية لـغانيانو | البيانات المناخية لـغانيانو | البيانات المناخية لـغانيانو | البيانات المناخية لـغانيانو | البيانات المناخية لـغانيانو |
| الشهر                        | يناير                       | فبراير                      | مارس                        | أبريل                       | مايو                        | يونيو                       | يوليو                       | أغسطس                       | سبتمبر                      | أكتوبر                      | نوفمبر                      | ديسمبر                      | المعدل السنوي               |
| ---------------------------- | --------------------------- | --------------------------- | --------------------------- | --------------------------- | --------------------------- | --------------------------- | --------------------------- | --------------------------- | --------------------------- | --------------------------- | --------------------------- | --------------------------- | --------------------------- |
| متوسط درجة الحرارة الكبرى °ف | 54.7                        | 55.8                        | 59.0                        | 64.9                        | 72.7                        | 80.2                        | 84.6                        | 85.3                        | 79.2                        | 71.2                        | 63.7                        | 57.6                        | 69.1                        |
| متوسط درجة الحرارة الصغرى °ف | 42.1                        | 42.4                        | 45.0                        | 49.1                        | 55.6                        | 62.6                        | 67.1                        | 67.8                        | 63.1                        | 56.7                        | 49.8                        | 44.8                        | 53.8                        |
| الهطول إنش                   | 2.8                         | 2.4                         | 2.6                         | 1.6                         | 1.3                         | 0.8                         | 0.6                         | 0.9                         | 1.9                         | 3.1                         | 3.8                         | 2.9                         | 24.7                        |
| متوسط درجة الحرارة الكبرى °م | 12.6                        | 13.2                        | 15.0                        | 18.3                        | 22.6                        | 26.8                        | 29.2                        | 29.6                        | 26.2                        | 21.8                        | 17.6                        | 14.2                        | 20.6                        |
| متوسط درجة الحرارة الصغرى °م | 5.6                         | 5.8                         | 7.2                         | 9.5                         | 13.1                        | 17.0                        | 19.5                        | 19.9                        | 17.3                        | 13.7                        | 9.9                         | 7.1                         | 12.1                        |
| الهطول مم                    | 71                          | 60                          | 65                          | 40                          | 33                          | 20                          | 16                          | 22                          | 49                          | 80                          | 97                          | 74                          | 627                         |
| متوسط الرطوبة النسبية (%)    | 78.7                        | 78.2                        | 77.8                        | 77.3                        | 76.2                        | 72.9                        | 70.9                        | 72.4                        | 76.5                        | 79.2                        | 80.5                        | 80.3                        | 76.7                        |
| [بحاجة لمصدر]                |                             |                             |                             |                             |                             |                             |                             |                             |                             |                             |                             |                             |                             |

## السكان
في سنة 1861 بلغ عدد السكان 1٬618 نسمة، وتطور العدد ليصل في سنة 2011 لـ 5٬900 نسمة.
يظهر هذا المخطط البياني تطور النمو السكاني لـ غانيانو